# Amarante, Bồ Đào Nha
Amarante là một huyện thuộc tỉnh Porto, Bồ Đào Nha. Huyện này có diện tích 301 km², dân số thời điểm năm 2001 là 59638 người.